# طيار آلي (برمجية)
الطيار الآلي PX4 هو نظام مفتوح المصدر يمكن استخدامه لتشغيل الطائرات المستقلة. طُور هذا النظام من قبل مجموعة من المطورين ومتاح للاستخدام من قبل أي شخص. يتميز نظام الطيران الآلي PX4 بكونه سهل الاستخدام وقابل للتخصيص، مما يجعله خيارًا جيدًا للأشخاص الذين يرغبون في بناء طائراتهم الخاصة أو تعديل طائرات تجارية موجودة.
انخفاض التكلفة وتوفر النظام يمكّن الهواة من استخدامه في الطائرات الصغيرة التي يُتحكم فيها عن بعد. بدأ المشروع في عام 2009. وطُور واُستخدم بشكل أكبر في مختبر الرؤية الحاسوبية والهندسة في المعهد الفدرالي السويسري للتكنولوجيا في زيورخ ومدعوم من مختبر الأنظمة المستقلة ومختبر التحكم الآلي. وتقوم عدة شركات حاليًا بإنتاج طائرات PX4 ومستلزماتها.

## ملخص
يدعم PX4 الميزات التالية:
- دعم أنواع متعددة من المركبات، بما في ذلك الطائرات ذات الأجنحة الثابتة، والطائرات العمودية المتعددة، والمروحيات، والمركبات الجوالة، والقوارب، والمركبات تحت الماء [5]
- أوضاع طيران يدوية بالكامل ومساعدة جزئية ومستقلة تمامًا [6]
- ثبات السيارة
- التنقل عبر الإحداثية
- التكامل مع مستشعرات الموضع والسرعة والارتفاع والدوران [7]
- التشغيل التلقائي للكاميرات أو المحركات الخارجية [8]
- PX4 قادر على التكامل مع برامج الطيران الآلي الأخرى، مثل برنامج QGroundControl لوحدة التحكم الأرضية، [9] عبر بروتوكول MAVLink (اتصالات المركبة الجوية الدقيقة).[10]
- PX4 مفتوح المصدر ومتاح بموجب ترخيص BSD-3-Clause .

## الأجهزة المدعومة
للحصول على قائمة محدثة وكاملة للأجهزة التي يدعمها نظام الطيران الآلي PX4، قم بزيارة موقع الويب الخاص بهم "الأجهزة المتوافقة" .

## روابط خارجية
- الصفحة الرئيسية لـ PX4
- الصفحة الرئيسية لـ Dronecode